# Yale (periodista)
Felipe Navarro García (Córdoba, 14 de junio de 1930-Toledo, 23 de septiembre de 1994), conocido profesionalmente como Yale, fue un periodista español.

## Biografía
Su carrera profesional comenzó en el diario Córdoba, desde donde más adelante pasaría primero a La Prensa, de Barcelona y más adelante a El Alcázar y el diario Informaciones. También fue redactor en la revista ¡Hola! (1969-1975), Pueblo (1969-1979), Interviú (1976-1977), El Imparcial (1977-1978); El Periódico de Cataluña (1978-1980) y colaborador de la publicación satírica Sal y Pimienta (1980).
Muy vinculado profesionalmente desde sus inicios al también periodista Tico Medina, juntos constituyeron un revulsivo en el subgénero de la entrevista, introduciendo grandes dosis de ironía y sentido del humor inteligente en su trabajo.
Ambos fueron pioneros en Televisión Española y cuando la cadena aún no tenía un año, ya conducían su propio programa de entrevistas, llamado Tele-Madrid (1957). Luego conducirían, entre otros, los programas Tierra, mar o nada (1958), Alta Tensión, Juicio Sumarísimo y Silla eléctrica.
Autor de varios libros, entre los cuales El día que perdí aquello (1976), junto a Jesús María Amilibia, por el que ambos fueron procesados por un contenido sexual presuntamente demasiado explícito para la época.
Se retiró en 1985 a causa de una enfermedad cardíaca, junto a su mujer y sus dos últimos hijos pequeños.
Padre de la periodista Julia Navarro y del escritor y noveno hijo Alberto Kadan Navarro Mora.

## Libros publicados
- Estrictamente confidencial (1960), con Tico Medina.
- El paseíllo (1968).
- Raphael Natalia: la boda del silencio (1972).
- La apertura y la apretura (1975).
- El mundo a la pata coja (1975).
- Los últimos cien días: crónica de una agonía (1975).
- El día que perdí... aquello (1976), con Jesús María Amilibia.
- Las españolas sin sostén (1977).
- Jadeos jacarandosos de las jais y los juláis (1978).
- Diccionario del pasota (1979), con Julen Sordo.
- Yalerías de Yale: (el año del consexo) (1979).
- Un reportero a la pata coja: Yale cuenta su vida (1980).
- Los machistas (1980).
- El divorcio es cosa de tres (1981).
- La bragueta nacional: antología del machismo (1983).